# Gheorghe Danielov
Gheorghe Danielov (n. 20 aprilie 1948, Jurilovca, România – d. 2 august 2017, București, România) a fost un canoist român, laureat cu argint la Montreal 1976 cu echipajul de canoe C2, împreună cu Gheorghe Simionov, în cursa de 1.000 m.

## Distincții
- Ordinul „Meritul Sportiv” clasa a II-a (18 august 1976) „pentru rezultatele deosebite obținute la Jocurile olimpice de vară de la Montreal – 1976, precum și pentru contribuția adusă la dezvoltarea activității sportive și la creșterea prestigiului sportului românesc pe plan internațional”[2]